# Клепикова, Татьяна Альбертовна
Татьяна Альбертовна Клепикова (род. 6 октября 1963) — российский лингвист, доктор филологических наук, профессор.

## Образование
В 1986 году окончила Архангельский государственный педагогический институт имени М. В. Ломоносова, специальность: «Иностранные языки», в 1997 г. — очную аспирантуру по кафедре английской филологии Поморского государственного университета и в 1998 г. защитила диссертацию на соискание ученой степени кандидата филологических наук, тема: «Функционально-семантический потенциал и лингвистический статус модально-связочных глаголов современного английского языка», в 2007 — очную докторантуру по кафедре английской филологии Российского государственного педагогического университета имени А. И. Герцена. В 2009 г. защитила диссертацию на соискание ученой степени доктора филологических наук, специальность 10.02.04 — германские языки, тема: «Предикаты с пропозициональным комплементом в современном английском языке: предетерминация структуры и семантики придаточной части» (научный руководитель и научный консультант диссертаций — доктор филологических наук, профессор Н. А. Кобрина).

## Научная деятельность
Профессор Т. А. Клепикова является автором более 100 научных и научно-методических работ на русском и английском языках по когнитивной лингвистике, когнитивному синтаксису, когнитивным основаниям терминосистем, языковым метапрезентациям, компьютерно-опосредованным системам обучения иностранному языку. Индекс Хирша — 7.
Член Диссертационных советов Д 212.237.15 при ФГБОУ ВО «Санкт-Петербургский государственный экономический университет», Д 212.261.01 при ФГБОУ ВО «Тамбовский государственный университет».

## Работа в редакционных советах научных изданий
- член редколлегии журнала «Вопросы когнитивной лингвистики» (входит в список ВАК РФ),
- редактор сборников научных трудов серии «Когнитивные исследования языка» (входит в список ВАК РФ).

## Преподавательская и административная работа в высшей школе
В 1991—2003 гг. работала на факультете иностранных языков Поморского государственного университета, с 2003 г. по 2004 г. — на кафедре перевода и межкультурной коммуникации Архангельского государственного технического университета.
Исполняла обязанности заведующего кафедрой английского языка навигации и связи Государственного университета морского и речного флота им. С. О. Макарова.
С 2006 г. работает в Санкт-Петербургском государственном экономическом университете: доцент, затем — профессор кафедры английского языка и перевода. С 2011 г. по настоящее время — академический директор, руководитель магистерской программы «Теория перевода и межкультурная/межъязыковая коммуникация» (направление «Лингвистика»). С 2020 года по настоящее время — профессор кафедры теории и практики английского языка и перевода.

## Членство в научных организациях
- член Российской ассоциации лингвистов-когнитологов[6],
- член Общественной организации «Центр лингвистических исследований имени профессора А. А. Худякова».

## Основные научные труды

### Монографии
- Лингвистические метарепрезентации. — СПб., 2009.
- Категория сентенциальной комплементации в современном английском языке. — СПб., 2011.

### Научные статьи
- Разделяемое языковое сознание: языковое маркирование метакогнитивных процессов // Когнитивные исследования языка. Вып. VII. Проблемы языкового сознания. — М.—Тамбов, 2011. — С. 270—273.
- Язык как метарепрезентационная система // Известия Смоленского государственного университета: Ежеквартальный журнал. — № 1(9). — 2010. — С. 87—120.
- Категоризация интеракциональности в языке: эпистемическая бдительность // Когнитивные исследования языка. Вып. VIII. Взаимодействие когнитивных и языковых структур. — М.—Тамбов, 2011. — С. 386—393.
- Дискурсивное метарепрезентирование// Язык. Текст. Дискурс. — Ставрополь, 2011. — С. 394—406.
- Исследование терминологических коллокаций с позиций когнитивной грамматики конструкций и корпусной лингвистики // Вестник Тамбовского гос.университета. 2012. № 12 (116). — С. 284—289.
- Лингвистические метарепрезентации: закономерности интеграции пропозиций // Когнитивные исследования языка. Вып. XIII: Ментальные основы языка как функциональной системы. Сборник научных трудов, посвященный памяти профессора Н. А. Кобриной. — М.—Тамбов, 2013. — С. 344—353.
- Интегративные процессы в методологии когнитивной лингвистики // Когнитивные исследования языка. Вып. XIV : Когнитивная лингвистика, итоги, перспективы. — М.-Тамбов, 2013. — С. 335—340.
- Технологии синтеза речи при обучении английскому языку // Известия СПбГУЭФ, 2013. № 2. С. 76 — 79.
- Метарепрезентационный механизм конструкций оценочной семантики // Коммуникация в поликодовом пространстве: лингво-культурологические, дидактические, ценностные аспекты. — СПб.: Изд-во Политех. Ун-та, 2015. — С. 105—107.
- Стереотипы в сознании и стереотипы в языке: что первично? // Когнитивные исследования языка. Вып. 21. Проблемы современной лингвистики: на стыке когниции и коммуникации. — Тамбов:, 2015.
- The effectiveness of computer-based spaced repetition in foreign language vocabulary instruction: a double-blind study CALICO Journal (the journal of the Computer Assisted Language Instruction Consortium). — 2016. Vol.33. No.3. — P.334 — 354. (co-author E.M.Chukharev-Hudilainen).
- Экспериментальные основания когнитивных технологий моделирования языковых явлений (на примере фразовых глаголов английского языка) // Когнитивные исследования языка. Вып. 26. Когнитивные технологии в теоретической и прикладной лингвистике. — М.—Тамбов-Тюмень, 2016. — С. 50 — 52.
- Пространственное моделирование абстрактных понятий (на примере фразовых глаголов английского языка) // Когнитивные исследования языка. Вып. 29. Когнитивная лингвистика в антропоцентрической парадигме исследований. — М.-Тамбов-Белгород, 2017. — С. 364—369.
- Коммуникативные статус зависимой пропозиции // Когнитивные исследования языка. Вып. 31, 2017. — Москва-Тамбов. — С. 36-46.
- Когнитивный анализ оснований формирования абстрактных понятий // Когнитивные исследования языка. Вып. 33. — Москва, Тамбов, 2018.— С. 410—413.

### Учебные пособия
- Studying lexis with corpora: учебное пособие по корпусной лингвистике. — СПб.: СПбГЭУ, 2013.